# Angolusa
Angolusa is een geslacht van wantsen uit de familie van de Tingidae (Netwantsen). Het geslacht werd voor het eerst wetenschappelijk beschreven door Carl John Drake in 1958.

## Soorten
Het genus bevat de volgende soorten:

- Angolusa achlya Duarte Rodrigues, 1986
- Angolusa linnavuorii Duarte Rodrigues, 1978
- Angolusa machadoi Drake, 1958